# Toxicidade dos pesticidas para as abelhas

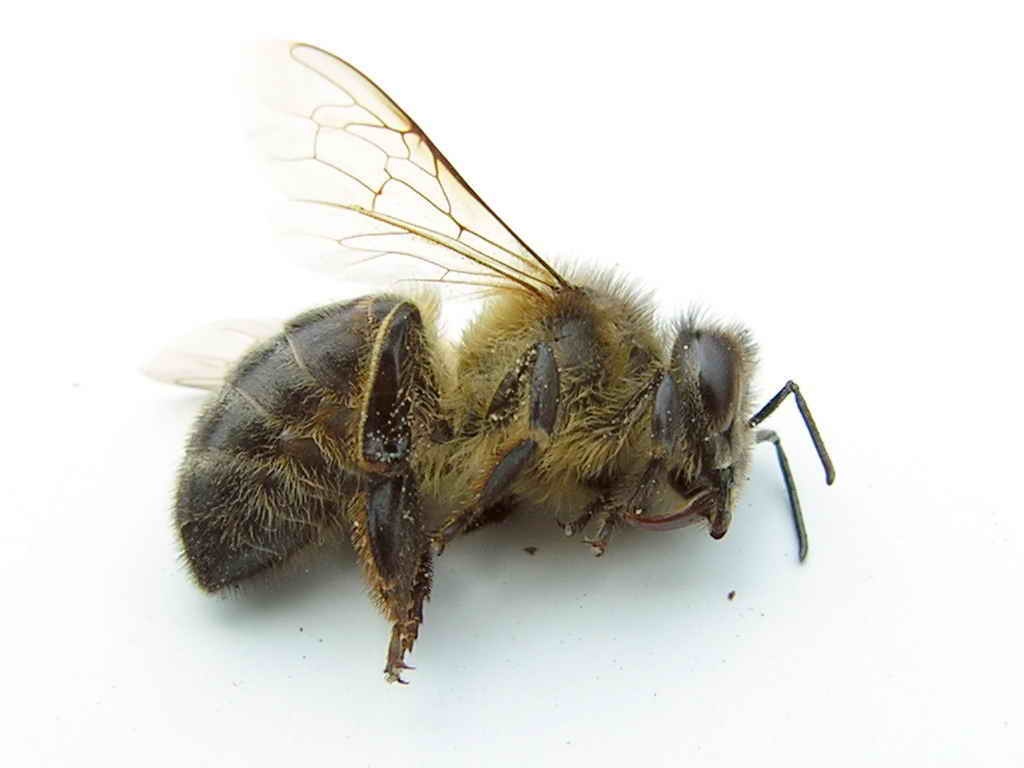

O tema da toxicidade dos pesticidas para as abelhas é importante para a apicultura como para a agricultura, porque bem que a polinização possa ocorrer pela ação do vento e da gravidade, ela depende sobretudo em 80% dos animais, como pássaros, morcegos e insetos. E nesses últimos, as abelhas são consideradas os principais polinizadores, sendo responsáveis por realizar a reprodução cruzada de 73% de todas as espécies vegetais cultivadas no mundo.
Portanto, a sua ação é fundamental para a produtividade do mundo agrícola, e é evidente que
as alterações nas suas populações podem levar a significativas perdas económicas. O serviço de polinização pelas abelhas foi calculado em 215 bilhões de dólares anuais no ano de 2015. Sem a
presença das abelhas, o mundo agrícola entraria em colapso, haveria mudanças climáticas
drásticas devido a menor biodiversidade e consequente pobreza, miséria e fome devido à menor produção agrícola de alimentos. No entanto, as abelhas estão desaparecendo das áreas agrícolas por causa da introdução de espécies exóticas, grandes áreas de monocultura, desmatamento para agricultura e pastagem e, principalmente, fragmentação de habitats e uso excessivo ou incorreto de pesticidas.
O uso de novas práticas de cultivo como a implementação de monocultura sem infestantes, elimina muitas espécies de plantas nativas, as quais fornecem néctar, pólen, locais de descanso, nidificação e reprodução aos insetos. Depois, o cultivo por uma única espécie vegetal favorece o aparecimento de pragas e doenças, o que torna a agricultura moderna cada vez mais dependente do uso de agrotóxicos. Enfim, as monoculturas florescem por um curto período de tempo, reduzindo a disponibilidade de alimento e promovendo a queda do número e diversidade de polinizadores.
Por isso a utilização abusiva de agrotóxicos, principalmente nas áreas de monoculturas, é o fator mais impactante para os polinizadores. Nos Estados Unidos, por exemplo, o número de colónias foi reduzido em 53%, passando de 6 milhões para 2,8 milhões, desde 1940. No entanto, as abelhas polinizam 52 dos 115 principais produtos alimentícios cultivados na América do Norte. No Brasil, foi relatado a contaminação no mel com resíduos de agrotóxicos, que correspondem principalmente a organofosforados (47,5%) e organoclorados (9,8%). Daqui, sugere-se que durante as práticas agrícolas se aplicam pesticidas como organofosforados em excesso, especialmente clorpirifós, que foram encontrados de forma residual em 36,1% dos méis analisados em diferentes trabalhos. A presença desses compostos, apresenta um risco para a saúde humana e para a colmeia. Por exemplo em 2010, na região de São Paulo, mais de 250 colmeias morreram e cerca de 10 toneladas de mel foram contaminadas pela aplicação incorreta do agrotóxico Fipronil, num laranjal.

## Formulações de pesticidas
O dano real às populações de abelhas é função da toxicidade e da exposição ao composto, em combinação com o modo de aplicação. Os pesticidas vêm em diferentes formulações (principais formulações): 
- Grânulos dispersíveis em água (WG)
- Pó solúvel em água (SP)
- Pó molhável (WP)
- Suspensão concentrada (SC)
- Suspo-emulsão (SE)
- Emulsão óleo em água (EW)
- Emulsão de água em óleo (EO)
- Concentrado para Emulsão (EC)
- Solução concentrada (SL)[5]

## Contaminação
As abelhas podem estar expostas aos pesticidas, por :
- Contacto
  - por causa do contacto direto com a nuvem de pulverização sobretudo se a cultura está em floração.
  - por causa do contacto com as superfícies atingidas pela aplicação do produto.
- Ingestão
  - por causa do consumo de néctar e de pólen contaminado.
  - por causa do consumo de néctar e de pólen contaminado pela translocação do produto aplicado nas sementes, no tronco ou no solo por pesticidas sistémicos.[6][7] De facto, um pesticida sistémico, que é incorporado no solo ou aplicado sobre as sementes, pode matar insetos que vivem no solo, como Larvas ou grilos-toupeira, bem como outros insetos, incluindo abelhas, que são expostos às folhas, frutos, pólen e néctar das plantas tratadas.[8]
- Fumigação (contaminação pelos vapores ou gases).

Dos pesticidas de contacto, os pesticidas em pó e em pó molhável tendem a ser mais perigosos para as abelhas do que soluções ou concentrados emulsionáveis. Quando uma abelha entra em contacto com pesticidas enquanto forrageia, ela pode morrer de imediato sem voltar à colmeia. Neste caso, a abelha-rainha, as crias e as abelhas amas não são contaminadas e a colónia sobrevive. Ao contrário, quando a abelha volta para a sua colónia com pólen ou néctar contaminado pode causar a morte generalizada da colónia.

## Toxicidade
A toxicidade dos inseticidas é geralmente medida usando valores de toxicidade de contacto agudo LD50 o nível de exposição que causa a morte de 50% da população exposta. Os limiares de toxicidade são geralmente fixados em 
- altamente tóxico (LD50 toxicidade aguda < 2 μg /abelha)
- moderadamente tóxico (LD50  toxicidade aguda de  2 – 10,99 μg/abelha)
- ligeiramente tóxico (LD50 toxicidade agudade  11 – 100 μg/abelha)
- não tóxico (LD50 toxicidade aguda > 100 μg/abelha) para abelhas adultas.

## Efeitos da contaminação

### Toxicidade aguda e letal

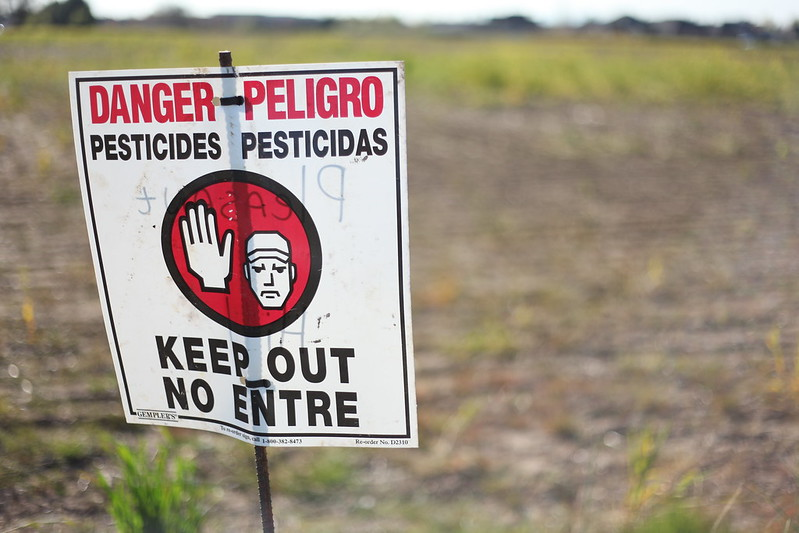

A toxicidade aguda de pesticidas sobre as abelhas, que pode ser por contacto ou ingestão, é geralmente quantificada pela LD50. A toxicidade aguda de pesticidas causa uma série de efeitos nas abelhas, que podem incluir agitação, vómitos, paralisia das asas, arqueamento do abdómen semelhante ao reflexo de picada e movimentos descoordenados. A toxicidade aguda pode depender do modo de exposição, por exemplo, muitos pesticidas causam efeitos tóxicos por contacto, enquanto os neonicotinóides são mais tóxicos quando consumidos por via oral. A toxicidade aguda, embora mais letal, é menos comum que a toxicidade subletal ou efeitos cumulativos.O envenenamento das larvas por pesticidas clorpirifós, imidaclopride, myclobutanil, simazine, glifosato e fluvalinato tem por efeito uma alta taxa de mortalidade.
Quanto aos  inseticidas, aproximadamente 90% são neurotóxicos, ou seja, danificam o sistema nervoso central, especificamente na transmissão dos impulsos nervosos pelas células nervosas. Os inseticidas das classes dos organofosforados e carbamatos são inibidores da acetilcolinesterase, ocasionando acúmulo de acetilcolina (a acetilcolina e o ácido gama-aminobutírico (GABA) são os principais neurotransmissores dos insetos) nas sinapses nervosas, sendo o sistema nervoso superestimulado, ocorrendo impulsos contínuos e descontrolados, levando a hiperexcitação do sistema nervoso central e morte do animal.

### Efeitos subletais e crónicos
Além de altas concentrações de agrotóxicos que ocasionam a morte imediata das abelhas, descrito como efeito letal, os efeitos dos inseticidas em baixas concentrações sobre as abelhas podem ser  subagudo ou subletais quando não causam mortalidade da população mas podem causar efeitos fisiológicos ou/e comportamentais de longo prazo que afetam todo o funcionamento da colmeia e, consequentemente, seus serviços aos ecossistemas e às culturas agrícolas, como:
- Deficiências no desenvolvimento e na capacidade de combater infeções.[13][14][15]
- Mudanças fisiológicas no desenvolvimento embrionário e no aparecimento de mutações.
- Alteração do padrão de forrageamento.
- Redução da movimentação e da mobilidade, dificuldades de retorno à colónia por falta de orientação espacial
- Diminuição da capacidade de comunicação e de aprendizagem. Por exemplo, elas

encontram problemas no reconhecimento de flores e colmeias.
- Interferências no comportamento alimentar, por meio de efeitos repelentes, que inibem a

alimentação ou capacidade olfativa reduzida.
Exemplos de efeitos subletais fisiológicos: disfunções notáveis nas células do coração, com mudanças na frequência e força das contrações cardíacas provocadas pelo piretróide deltametrina, outros podem  afetar a termorregulação e causar hipotermia, ou provocar deficiências nas funções cerebrais e intestinal.

## Principais indícios de contaminação
Indícios de que a colmeia está sendo afetada por substâncias tóxicas:
- grande número de abelhas mortas nas proximidades das colónias;
- redução no número de postura e da população total;
- diminuição da atividade de forrageamento;
- irritabilidade excessiva;
- autolimpeza excessiva;
- incapacidade de substituição natural da rainha;
- mortalidade das larvas;
- má formação das larvas.

A alteração nas populações de abelhas é um claro dano colateral derivado do uso de agrotóxicos e, consequentemente, eles poderiam ser indicadores biológicos de seu efeito prejudicial a nível ecológico e ambiental.

## O distúrbio do colapso das colónias
O distúrbio do colapso das colônias (CCD) é uma síndrome caracterizada pela perda repentina de abelhas adultas da colmeia. Muitas explicações possíveis foram propostas, mas nenhuma causa primária foi encontrada. O Departamento de Agricultura dos EUA indicou em um relatório de 2010 ao Congresso que uma combinação de fatores poderia estar causando o colapso das colónias, incluindo pesticidas, patógenos e parasitas. Embora se suspeitasse que os pesticidas faziam parte do problema, um estudo de colónias saudáveis e afetadas por CCD revelou níveis semelhantes de pesticidas na cera e no pólen.
Na Europa, os pesticidas, especialmente os neonicotinoide, têm sido investigados em relação aos riscos para as abelhas, como o Distúrbio do colapso das colônias. Um estudo de 2018 realizado pela Autoridade Europeia para a Segurança Alimentar (EFSA) concluiu que a maioria das utilizações de pesticidas neonicotinoides, como a clotianidina, representam um risco para as abelhas selvagens e as abelhas melíferas. Os neonicotinoides foram proibidos para uso externo em toda a União Europeia desde 2018, mas têm aprovação condicional nos EUA e em outras partes do mundo, onde são amplamente utilizados.

## Taxa de mortalidade de abelhas por colmeia
A taxa de mortalidade de abelhas em uma única colmeia pode ser classificada como:
< 100 abelhas por dia – taxa normal de mortalidade
200–400 abelhas por dia – baixa mortalidade
500–900 abelhas por dia – mortalidade moderada
Mais de 1000 abelhas por dia – alta mortalidade

## Pesticidas
Todas as substâncias listadas são inseticidas, exceto o 2,4-D, que é um herbicida. Algumas substâncias também são aracnicidas.
| Nome normalizado da Organização Internacional de Normalização (ISO) | Nomes comerciais | Classe do Pesticida        | Duração da toxicidade residual                                                                                | Comentários | Toxicidade para as abelhas |
| ------------------------------------------------------------------- | --- | -------------------------- | --- | --- | -------------------------- |
| Aldicarbe                                                           | Temi, Relativelyk | Carbamato                  | | Proibido na UE e no Brasil. Aplicação 4 semanas antes da florescência. | Relativamente não tóxico   |
| Carbaril                                                            | Sevin, (b) Sevin XLR | Carbamato                  | De alto risco para as abelhas nas primeiras 10 horas depois da pulverização; 3 – 7 dias, 1681 g/Ha no maxímo. | As abelhas envenenadas com carbaril podem demorar 2 a 3 dias a morrer, parecendo inativas como se estivessem com frio. O "Sevin" nunca deve ser pulverizado em plantações com flores, especialmente se as abelhas estiverem ativas e a plantação exigir polinização. Existem formulações menos tóxicas. | Altamente tóxico           |
| Carbofurano                                                         | Furadan | Carbamato                  | 7 – 14 dias                                                                                                   | Existe pela Agência de Proteção Ambiental dos Estados Unidos uma proibição parcial de utilização em culturas para consumo humano (2009), o carbofurano é proibido na sua forma granular | Altamente tóxico           |
| Metomil                                                             | Lannate, Nudrin | Carbamato                  | 2 horas | Nunca deve ser pulverizado sobre culturas em flor, especialmente se as abelhas estiverem ativas e a cultura necessitar de polinização. | Altamente tóxico           |
| Metiocarbe                                                          | Mesurol | Carbamato                  | | proibido na EU desde 2019 | Altamente tóxico           |
| Mexacarbate                                                         | Zectran | Carbamato                  | | | Altamente tóxico           |
| Pirimicarb                                                          | Pirimor, Aphox | Carbamato                  | | | Relativamente não tóxico   |
| Propoxur                                                            | Baygon | Carbamato                  | | Propoxur é Altamente tóxico para as abelhas. O DL50 para as abelhas é superior a 1 μg/abelha. | Altamente tóxico           |
| Acefato                                                             | Orthene | Éster fosfato              | 3 dias | O acefato é um inseticida de largo espectro e Altamente tóxico para as abelhas e outros insetos auxiliares. | Moderamente tóxico         |
| Azinfos-metil                                                       | Guthion, Methyl-Guthion | Éster fosfato              | 2.5 dias | proibido na EU desde 2006. | Altamente tóxico           |
| Clorpirifós                                                         | Dursban, Lorsban | Éster fosfato              | | proibido nos EUA para uso doméstico e jardim. Nunca deve ser pulverizado em culturas em flor, especialmente se as abelhas estiverem ativas e a cultura necessitar de polinização. | Altamente tóxico           |
| Coumafós                                                            | Checkmite | Éster fosfato              | | Esse insecticida é usada nas Colmeias contra o Varroa destructor e a Aethina tumida, que são parasitas das abelhas. No entanto uma sobredosagem pode provocar um envenenamento. | Relativamente não tóxico   |
| Demeton                                                             | Systox | Éster fosfato              | <2 horas | | Altamente tóxico           |
| Demeton-S-metil                                                     | Meta-systox | Éster fosfato              | | proibido em todo o mundo pela sua toxicidade para humanos. | Moderamente tóxico         |
| Diazinon                                                            | Spectracide | Éster fosfato              | | A venda de diazinon para uso doméstico foi proibida nos EUA em 2004. Nunca deve ser pulverizado em plantações com flores, especialmente se as abelhas estiverem ativas e a plantação exigir polinização.                                                                                                | Altamente tóxico           |
| Dicrotofós                                                          | Bidrin | Éster fosfato              | | A duração da toxicidade do dicrotofós é de cerca de uma semana. | Altamente tóxico           |
| Diclorvós                                                           | DDVP, Vapona | Éster fosfato              | | | Altamente tóxico           |
| Dimetoato                                                           | Cygon, De-Fend | Éster fosfato              | 3 dias | Nunca deve ser pulverizado sobre culturas em flor, especialmente se as abelhas estiverem ativas e a cultura necessitar de polinização. | Altamente tóxico           |
| Fentiona                                                            | Entex, Baytex, Baycid, Dalf, DMPT, Mercaptophos, Prentox, Fenthion 4E, Queletox, Lebaycid                                                                                | Éster fosfato              | | Nunca deve ser pulverizado sobre culturas em flor, especialmente se as abelhas estiverem ativas e a cultura necessitar de polinização. | Altamente tóxico           |
| Fenitrotião                                                         | Sumithion | Éster fosfato              | | | Altamente tóxico           |
| Fensulfothion                                                       | Dasanit | Éster fosfato              | | | Altamente tóxico           |
| Fonofos                                                             | Dyfonate EC | Éster fosfato              | 3 horas | Lista de substâncias da Lista 2 (CWC) | Altamente tóxico           |
| Malation (português brasileiro) ou Malatião (português europeu)     | Malathion USB, ~ EC, Cythion, maldison, mercaptothion | Éster fosfato              | >58 L/km2 ⇒ 5.5 dias                                                                                          | O Malation é Altamente tóxico para as abelhas e outros insetos auxiliares, como para alguns peixes e outras formas de vida aquática. O malatião é moderadamente tóxico para outros peixes e aves e é considerado de baixa toxicidade para os mamíferos.                                                 | Altamente tóxico           |
| Metamidofós                                                         | Monitor, Tameron | Éster fosfato              | | Nunca deve ser pulverizado em culturas em flor, especialmente se as abelhas estiverem ativas e a cultura necessitar de polinização. | Altamente tóxico           |
| Metidatião                                                          | Supracide | Éster fosfato              | | Nunca deve ser pulverizado em culturas em flor, especialmente se as abelhas estiverem ativas e a cultura necessitar de polinização. | Altamente tóxico           |
| Paration                                                            | Paration, Penncap-M | Éster fosfato              | 5–8 dias | Ele é classificado no Programa das Nações Unidas para o Meio Ambiente na categoria dos poluentes orgânicos persistentes e pela Organização Mundial da Saúde na classe de Toxicidade, "Ia, Extremamente Perigosa"                                                                                        | Altamente tóxico           |
| Mevinfos                                                            | Fosdrin | Éster fosfato              | | | Altamente tóxico           |
| Monocrotofos                                                        | Azodrin | Éster fosfato              | | Nunca deve ser pulverizado em culturas em flor, especialmente se as abelhas estiverem ativas e a cultura necessitar de polinização. | Altamente tóxico           |
| Naled                                                               | Dibrom | Éster fosfato              | 16 horas | | Altamente tóxico           |
| Omethoate                                                           | | Éster fosfato              | | Nunca deve ser pulverizado em culturas em flor, especialmente se as abelhas estiverem ativas e a cultura necessitar de polinização. | Altamente tóxico           |
| Oxidemeton-metil                                                    | Metasystox-R | Éster fosfato              | <2 horas | | Altamente tóxico           |
| Forate                                                              | Thimet EC | Éster fosfato              | 5 horas | | Altamente tóxico           |
| Fosmet                                                              | Imidan | Éster fosfato              | | O "Fosmet" é Altamente tóxico para as abelhas. | Altamente tóxico           |
| Fosfamidão                                                          | Dimecron | Éster fosfato              | | | Altamente tóxico           |
| Pirazofos                                                           | Afugan | Éster fosfato              | | Fungicide | Altamente tóxico           |
| Tetrachlorvinfos                                                    | Rabon, Stirofos, Gardona, Gardcide | Éster fosfato              | | | Altamente tóxico           |
| Trichlorfão, Metrifonate                                            | Dylox, Dipterex | Éster fosfato              | 3 – 6 horas                                                                                                   | | Relativamente não tóxico   |
| Bifentrina                                                          | Agri-Medk, Abamectin, Talstar, Bifenthrine, Brigade, Capture, FMC 54800, OMS3024, Torant (with Clofentezine), and Zipak (with Amitraz)                                   | Piretroide                 | < 1 dia TR (Toxicidade Residual) > 1 dia Toxicidade Residual Estendida (TRE)                                  | | Altamente tóxico           |
| Permetrina                                                          | Ambush, Pounce | Piretroide                 | 1 – 2 dias | Protegido por repelência em condições áridas. A permetrina é também o princípio ativo dos inseticidas utilizados contra a Aethina tumida, que é um parasita da Colmeia nas regiões de clima temperado.                                                                                                  | Altamente tóxico           |
| Cipermetrina                                                        | Ammo, Demon, Raid, Viper | Piretroide                 | Menos de 2 horas                                                                                              | A cipermetrina encontra-se em muitos insecticidas contra as Formigas e a Baratas, também no insecticida Raid. Afeta rapidamente o sistema nervoso central dos insetos. | Altamente tóxico           |
| Fenvalerato                                                         | Asana, Pydrin | Piretroide                 | 1 dia | Protegido por repelência em condições áridas | Altamente tóxico           |
| Resmetrina                                                          | Black Flag Mosquito Fog Solution, Chrysron, Crossfire, Pynosect, Raid Flying Insect Killer, Scourge, Sun-Bugger #4, SPB-1382, Synthrin, Syntox, Vectrin, Whitmire PT-110 | Piretroide                 | | A resmetrina é muito tóxica para as abelhas, com uma DL50 de 0,063μg/abelha. | Altamente tóxico           |
| Methoxychlor                                                        | DMDT, Marlate | Chlorinated cyclodiene     | 2 horas | Disponível como pesticida de uso geral | Altamente tóxico           |
| Endosulfan                                                          | Thiodan | Chlorinated cyclodiene     | 8 horas | proibido na União Europeia (2007?), proibido na Nova Zelândia (2009) | Moderamente tóxico         |
| Clotianidina                                                        | Poncho | Neonicotinoide             | | proibido na União Europeia para uso no exterior desde 2018. | Altamente tóxico           |
| Tiametoxam                                                          | Actara | Neonicotinoide             | Toxicidade Residual Estendida: 7-14 dias                                                                      | Foi encontrado no pólen e no néctar, afeta mais os zangões. Proibido na União Europeia para uso no exterior desde 2018. | Altamente tóxico           |
| Imidacloprida                                                       | Confidor, Gaucho, Kohinor, Admire, Advantage, K9 Advantix, Merit, Confidor, Hachikusan, Amigo, SeedPlus (Chemtura Corp.), Monceren GT, Premise, Prothor, Winner          | Neonicotinoide             | | proibido em França desde 1999. proibido na União Europeia para uso no exterior desde 2018. | Altamente tóxico           |
| Fipronil                                                            | Regent, Goliath, Nexa, Adonis, Termidor, Ultrathor, Fipforce, Taurus, Combat Ant-Rid, Anthem, Clearout, Radiate                                                          | Phenylpyrazole             | | proibido na União Europeia para utilização em milho e girassóis desde 2014. | Altamente tóxico           |
| Sulfoxaflor                                                         | | Sulfoximina                | | [ 66 ] [ 67 ] | Altamente tóxico           |
| Dicofol                                                             | | Acaricida                  | | | Relativamente não tóxico   |
| Petróleo óleo                                                       | |                            | | | Relativamente não tóxico   |
| Ácido diclorofenoxiacético, ou 2,4-D                                | Weed B Gon (também contém dicamba), ingrediente de mais de 1.500 produtos                                                                                                | Auxina sintética Herbicida | | | Relativamente não tóxico   |

### Altamente tóxico e proibido nos EUA
- Aldrina foi proibido pela EPA dos EUA em 1974.[69]
- Dieldrin foi proibido pela EPA dos EUA em 1974.[70]
- Heptacloro[71]
- Lindano, BHC proibido na Califórnia.[72] Proibido para uso agrícola nos EUA pela EPA em 2006.[73]

## Política regulatória
Com base nos riscos para a saúde das abelhas identificados pela Autoridade Europeia para a Segurança dos Alimentos (AESA), em abril de 2013 a UE decidiu restringir o uso dos neonicotinoides tiametoxame, clotianidina e imidaclopride . O uso do fipronil também foi proibido no milho e no girassol.
Em 2015, a Agência de Proteção Ambiental dos EUA (EPA) propôs proibir a aplicação de certos pesticidas e herbicidas que são conhecidos por serem tóxicos para as abelhas durante os períodos de polinização, quando as plantações estão em floração. Os tratamentos de sementes não foram considerados como apresentando risco à saúde das abelhas. Uma forma modificada destas propostas foi adotada como política da EPA em Janeiro de 2017.
Em Abril de 2018, os estados-membros da União Europeia concordaram com a proibição total da utilização de insecticidas neonicotinoides, exceto em estufas fechadas.

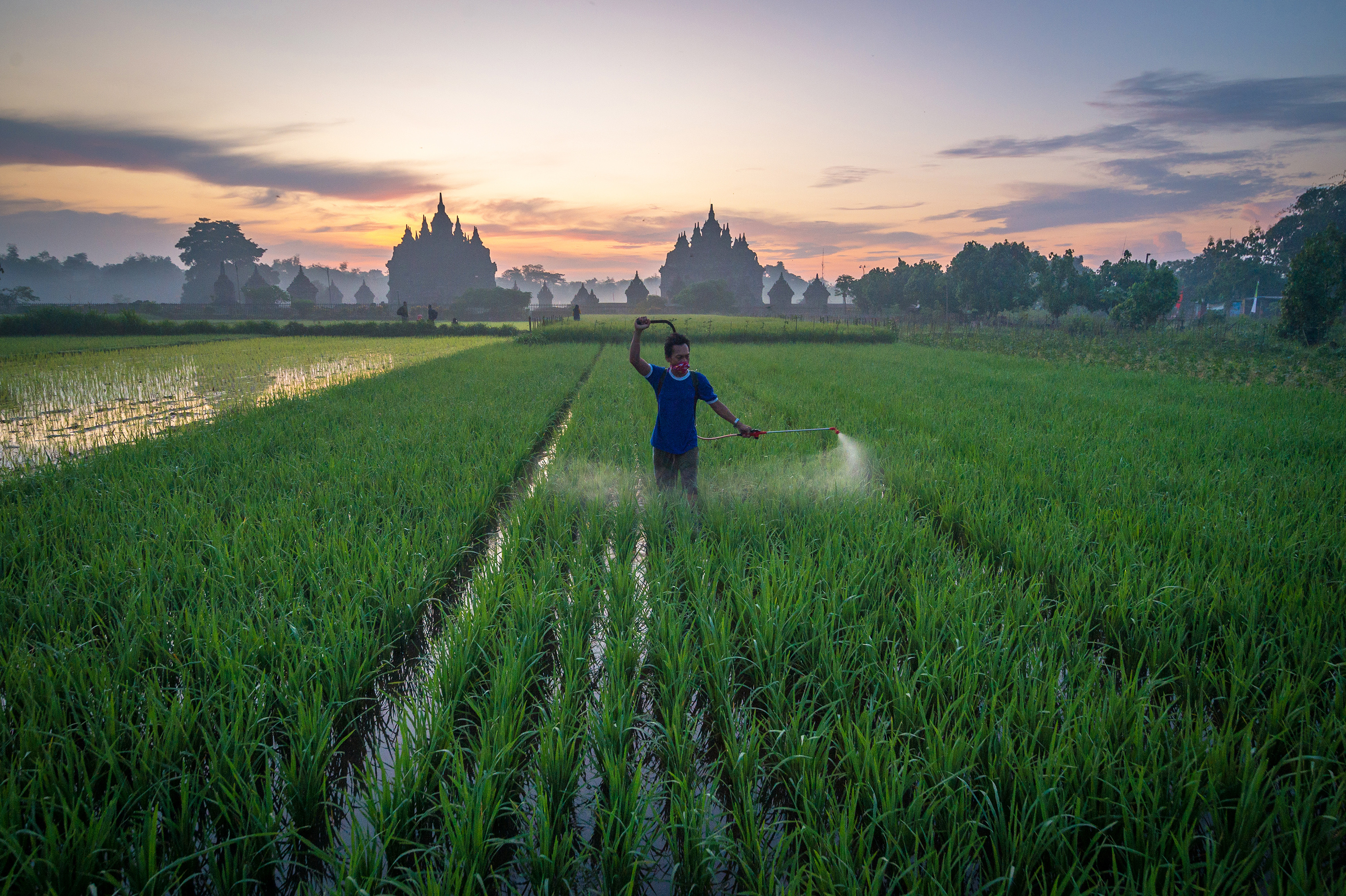
Pulverização ao fim do dia nun campo de arroz de Bugisan, Prambanan, Klaten, Java Central

A votação sobre a proibição proposta seguiu-se a um relatório de Fevereiro de 2018 da EFSA que concluiu que os neonicotinoides representavam um risco elevado tanto para as abelhas domésticas como para as selvagens. A proibição teve forte apoio público, mas enfrentou críticas da indústria agroquímica e de certos grupos de agricultores.
Em 2020, a EPA complementou a sua política com uma proposta para restringir o uso de neonicotinoides em relvados e relvados residenciais, mas confirmou que permaneceriam em uso nos EUA.

## Medidas gerais para evitar a morte de abelhas por pesticidas
Evitar a aplicação de pesticidas diretamente nas flores pode ajudar a limitar a exposição das abelhas a materiais tóxicos. Se as flores  precisarem de ser pulverizadas com pesticidas por qualquer motivo, elas devem ser pulverizadas à noite, quando as abelhas não estiverem no campo. As horas habituais de alimentação das abelhas são durante o dia, quando a temperatura está acima de 13 - 16 ºC.